# O Jong-ae
O Jong-ae (* 17. Januar 1984) ist eine nordkoreanische Gewichtheberin.

## Biografie
O Jong-ae gewann bei den Weltmeisterschaften 2007 in Chiang Mai Bronze im Stoßen, Reißen sowie im Zweikampf. Bei den Olympischen Sommerspielen 2008 in Peking gewann sie im Leichtgewicht Silber. Dabei konnte sie im Stoßen mit 131 kg einen neuen olympischen Rekord aufstellen. 2011 wurde sie Universiadesiegerin.